# كنيسة أم الأحزان

مدخل كنيسة ام الاحزان

تعد كنيسة أم الأحزان من أقدم الكنائس الأثرية المسيحية في المنطقة الجنوبية في العراق اذ أنها أنشئت عام 1880 في منطقة المحمودية بمركز مدينة العمارة في العراق.
شيدت على مساحة 1600 متر وتحتوي على العديد من اللوحات الاثرية النفيسة وكذلك تحتوي على مكتبة فيها اندر الكتب واقدمها لكن بحكم الزمن تعرض بعضها إلى التلف، ورممت الكنيسة أول مرة عام 1994 على يد المطران جبرائيل كسار راعي ابرشية المنطقة الجنوبية في ذلك الوقت حيث رممت الجدران وتم اصلاح السقوف وإكمال أعمال الزخرفة والنحت وتركيب الأبواب وتجديد التأسيسات الكهربائية وتجهيز الكنيسة بالارآئك والاثاث المكتبي وانجاز مصلّى المذبح وفي عام 2018 احترقت الكنيسة نتيجة تماس كهربائي. واعيد ترميمها مرة أخرى من قبل الاهالي لتزهو مجددا 
وتعتبر كنيسة ام الأحزان مقصداً لجميع الطوائف حتى من غير المسيحيين اذ يقصدونها لقضاء حوائجهم ويقدمون اليها النذر.

## تسمية الكنيسة
هذه التسمية المختصرة هي إحدى تجليات مريم العذراء بحسب المعتقدات المسيحية، ونسبة إلى ما عانته من آلام وأحزان جراء العذاب الذي تحمله يسوع في مسيرته للصلب، أو عملية صلبه بحد ذاتها بحسب المعتقدات المسيحية، فالتسمية الكاملة للكنيسة هي «كنيسة مريم العذراء أم الأحزان للكلدان الكاثوليك».

## بناء الكنيسة
تعتبر الكنيسة من أقدم كنائس في جنوب العراق فقد أنشئت عام 1880، ثم جرى توسيعها لتأخذ شكلها الحالي ابتداءً من العام 1887 وانتهى العمل بها عام 1898. تعتبر الكنيسة من الناحية المعمارية آية في الفن من ناحية المزج ما بين فن العمارة البيزنطية (الغربية) والبناء العربي. فهي تمتاز بالأعمدة الرخامية داخل الكنيسة وبالقبة الكبيرة والقباب الصغيرة، أما في الفناء الخارجي فقد بدى واضحا وجليا النظام العباسي في الأقواس والأعمدة التي ترتكز عليها، وربما تكون لها مثيلات في منطقة الشرق الأوسط، لكن الأقرب لها عمرانيا هي كنيسة المهد في بيت لحم بالقدس.